# Halmai László
Halmai László (Bercel, 1945. december 16. – Miskolc, 2013. május 13.) fotóművész.

## Élete
A miskolci Földes Ferenc Gimnáziumban érettségizett, majd diplomáit az Egri Tanárképző Főiskolán földrajz–rajz szakon (1970), illetve az Eötvös Loránd Tudományegyetem Bölcsészettudományi Karán (1978) szerezte. Öt év pedagógiai munka után lett a balassagyarmati Mikszáth Kálmán Művelődési Központ, a Városi Képtár és a Horváth Endre Galéria igazgatója. 1981-től a Miskolc Városi Művelődési Központot vezette. Többek között létrehozta az első magyar tisztaprofilú fotógalériát, fotofónikus alkotói kollektíváival, bemutatóival, fesztiváljaival, országos pályázataival – melynek anyagából jött létre a Herman Ottó Múzeum kortárs fotóművészeti gyűjteménye –, és számos nemzetközi kiállítás.
1991-ben önálló hang-kép stúdiót hozott létre (AV-ART Studio). Egyéni alkotói munkája a fotó, a fotó alapú digitális képalkotás és az audiovizuális műfajokra koncentrálódott.

## Díjak
- 1984. EURO-FESZTIVÁL Esneux, Belgium: kategória I.
- 1984. Vichy Franciaország: V. díj
- 1985. Nemzetközi Fesztivál Vác: Fesztivál Plakett
- 1985. Épinal Franciaország: Nagydíj
- 1986. Angouléme Franciaország: Nagydíj
- 1986. Nemzetközi Fesztivál Pécs: Különdíj, Országos Diaporáma Fesztivál Diósgyőr: kategória I.
- 1987. Nemzetközi fesztiválok: Hamburg, Amszterdam, Köln, Budapest, Szeged, Pécs
- 1988. Miskolci Impressziók c. 24 gépes multivízió bemutatója: Miskolci Nemzeti Színház, Budapesti Vigadó, Budapest Néprajzi Múzeum, Budapest Vígszínház, további számos helyszín
- 1990. Multivízió bemutató Budapest Sportcsarnok, Miskolc Városi Sportcsarnok, ezen túl további színházi vetített képes látványtervek készítője.

## Egyéni kiállítások
Fotókiállításai közül a Budapest; Nádor u. Galéria (önálló), WAX Kultúrgyár, Budai Vár; Táncszínház Galéria, Debreceni Egyetem, Eger; Átrium Galéria, Kassa; Művelődési Központ, Katowice; Művelődési Központ, Noszvaj Közoktatási és Továbbképzési Intézet, Miskolc; Fotógaléria, Művészetek Háza, Városháza, Salgótarján; Fotógaléria, Szeged; Várrom, Szombathely; Galéria, Ungvár; Művelődési Központ, Velencei Biennálé, Brüsszel; az Európa Parlament Épülete (önálló) a legjelentősebbek.

## Társasági tagság
1986-tól a Magyar Diaporáma és Multivízió Egyesület elnökségi tagja.
1987-től a Magyar Köztársaság Művészeti Alapjának tagja.

## Önálló kötetek, albumok
1997-ben alapította meg a CSOBOGÓ c. kulturális magazint.
A 80-as évek eleje óta fotói folyamatosan jelennek meg fotóalbumokban, szaksajtóban, illetve egyéb kiadványokban, több esetben könyvek, fotóalbumok gerincét alkotva. Így a Hollókő fotóalbum, Hollókő multimédia CD-ROM, Kassa-Miskolc fotóalbum, Fotóművészet, Color Foto, Fotoheft, a Vendégváró sorozatban Látnivalók Magyarországon, Borsod-Abaúj-Zemplén megye, Miskolc, könyvborítók, prospektusok... 2004-ben jelent meg önálló műként a Miskolc Portfolió, fotóalbum és multimédia CD-ROM, amellyel 2004-ben elnyerte a Borsod-Abaúj-Zemplén megyei Marketing Díjat, 2005-ben a Miskolci Városszépítő Egyesület „Városunkért” plakettet.
2006-ban jelent meg a Borsod-Abaúj-Zemplén megye DVD.